# Edifici d'habitatges al carrer Boters, 13 (Barcelona)
L'Edifici d'habitatges al carrer Boters, 13 de Barcelona està catalogat com a bé amb elements d'interès (categoria C).

## Història
L'any 2003, amb motiu de la rehabilitació de la casa, es va realitzar una intervenció arqueològica que va consistir en el control de tres rases i en el rebaix de diversos paviments i sòls que va donar una seqüència cronocultural molt àmplia, amb 7 fases estructurals que van des del segle iii fins al segle xx.

## Descripció
Disposa d'una planta rectangular, força regular, amb pati al darrere, i consta de planta baixa i quatre pisos, cobert amb un terrat pla transitable. Als baixos, realitzats amb carreus regulars de pedra de Montjuïc, hi ha dues dues grans obertures rectangulars, a manera de portalades, donen accés a espais comercials, i una més petita, al costat dret, dona a l'escala de veïns, sobre la qual hi ha una mènsula del segle xv que representa un àngel.
Una biga de fusta vista separa la planta baixa de la resta de pisos, revestits per morter pintat de color groguenc. Les obertures es distribueixen en dos eixos verticals, de manera que al costat dret es troben els balcons i a l'esquerre les finestres. Al costat del balcó del primer pis hi ha un relleu del segle xv o xvi, el lleó alat de Sant Marc, al·lusiu al gremi dels sabaters.
Els balcons tenen baranes de ferro forjat amb barrots simples i helicoïdals, grapes i terres de solera amb rajoles vidriades de cartabó. El del primer pis està emmarcat amb carreus i llinda de pedra, mentre que el de la segona planta només té la llinda de pedra. La façana es corona amb una cornisa motllurada.